# 鵜澤潤
鵜澤 潤（うざわ じゅん、1981年〈昭和56年〉10月28日 - ）は、日本の元プロバスケットボール選手で現在は指導者。千葉県出身。現役時代のポジションはパワーフォワード。役職はヘッドコーチ。Bリーグ・新潟アルビレックスBB所属。

## 来歴
冨士見中学校から船橋市立船橋高等学校を経て日本体育大学に進学。2001年にはインカレ優勝を経験。4年時にはユニバーシアードに出場。
卒業後の2004年、三菱電機に入社。
2006年のオールジャパンでは大会ベスト5に選ばれる活躍を見せる。
2016年にプロバスケットボールリーグであるB.LEAGUEが発足。三菱電機を母体にしたプロチームである「名古屋ダイヤモンドドルフィンズ」とプロ契約を受ける。しかし2017年シーズン終了後、三菱電機時代から13年間過ごしてきた名古屋ダイヤモンドドルフィンズを退団。新潟アルビレックスBBに移籍。2020年引退。引退後はシャンソンVマジックのアシスタントコーチに就任。
2023年2月22日、前任者である李玉慈の退任に伴い、ヘッドコーチに昇格。
2024年6月1日、選手時代にプレーしていた新潟アルビレックスBBのヘッドコーチに就任した。

## 日本代表歴
- 2003ユニバーシアード

## 成績
| シーズン    | チーム   | GP | GS | MPG  | FG%  | 3P%  | FT%  | RPG | APG | SPG | BPG | TO  | PPG |
| ----------- | -------- | -- | -- | ---- | ---- | ---- | ---- | --- | --- | --- | --- | --- | --- |
| NBL 2013-14 | 三菱電機 | 52 |    |      |      |      |      |     |     |     |     |     |     |
| NBL 2014-15 | 三菱電機 | 54 |    | 16.1 | .485 | .409 | .880 | 2.3 | 0.4 | 0.3 | 0.2 | 0.3 | 5.6 |
| NBL 2015-16 | 三菱電機 | 52 |    | 11.0 | .399 | .346 | .808 | 1.6 | 0.2 | 0.1 | 0.0 | 0.4 | 3.4 |
| B1 2016-17  | 名古屋   |    |    |      |      |      |      |     |     |     |     |     |     |